# Castillo de Virtus
El castillo de Virtus es una fortificación del municipio español de Valle de Valdebezana, en la provincia de Burgos. 

## Descripción
El castillo de los Porras, castillo de los Porres o castillo de Virtus, se ubica en la localidad burgalesa de Virtus, perteneciente al municipio de Valle de Valdebezana, en Castilla y León.
Quedó protegido de forma genérica junto con el resto de castillos de España, el 22 de abril de 1949, mediante un decreto con la rúbrica del dictador Francisco Franco y el entonces ministro de Educación Nacional José Ibáñez Martín, publicado el 5 de mayo de ese mismo año en el Boletín Oficial del Estado. Cuenta con el estatus de Bien de Interés Cultural, de forma genérica.